# Nyssia florentina
Nyssia florentina là một loài bướm đêm trong họ Geometridae.